# Tom Krause

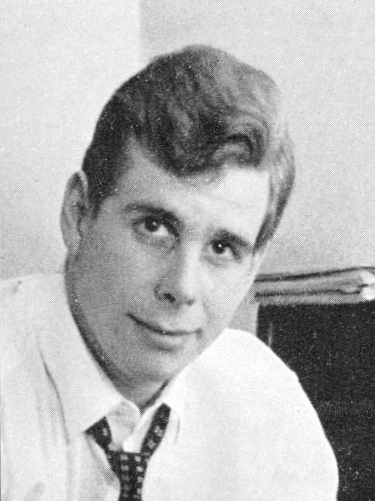
Tom Krause a principios de los años 1960

Tom Gunnar Krause (Helsinki, 5 de julio de 1934 − Hamburgo, 6 de diciembre de 2013) fue un cantante bajo-barítono y maestro de canto finlandés.

## Biografía
Krause abandonó sus estudios de medicina para dedicarse a su pasión: el canto. Debutó en 1952 como cantante popular a los 18 años y en 1958 como cantante clásico en Helsinki.
Después de sus tres primeros compromisos con la Deutsche Oper Berlin en 1959 fue contratado por Rolf Liebermann para la Ópera Estatal de Hamburgo donde fue nombrado Kammersänger por sus numerosos éxitos y logros artísticos a través de tres décadas con esa compañía. Al año siguiente grabó el rol de Kurwenal en Tristám e Isolda de Richard Wagner con Birgit Nilsson y Georg Solti.
En 1963 cantó el War Requiem de Britten bajo la batuta del compositor, quien le recomendó para el estreno de esa obra en Estados Unidos. Su debut allí fue en 1967 en el Metropolitan Opera como el Conde Almaviva de Las bodas de Fígaro. 
En 1968 debutó en Salzburgo como Don Giovanni con Herbert von Karajan. Este debut le llevó a interpretar distintos personajes en el Festival de Salzburgo durante diecisiete años. 
En 1971, Samuel Barber le compuso The Lovers, oratorio para bajo-barítono y coro, estrenado en Filadelfia bajo la dirección de Eugene Ormandy.
La mayoría de los escenarios operísticos de todo el mundo han competido para conseguir sus actuaciones; entre ellos en El Teatro de la Moneda de Bruselas, Staatsoper de Viena, La Scala de Milán, El Teatro Colón de Buenos Aires y los teatros de Ópera de San Francisco, Múnich, Chicago, Houston y París, así como numerosos festivales tales como Festival de Bayreuth, Festival de Glyndebourne, Tanglewood, Edimburgo, Praga y Savonlinna. 
En 2001 actuó en el Teatro de la Bastilla de París en la ópera Parsifal. En 2002 actuó en el papel de Moisés de la ópera Moses und Aron en el Teatro Massimo de Palermo, retirándose del escenario para dedicarse completamente a la docencia.
Su extenso repertorio incluye más de cincuenta personajes, los grandes personajes de barítonos y bajos del repertorio italiano, alemán y francés, idiomas que hablaba además del español, sueco y finés. Ha actuado con las orquestas más importantes y directores como Karajan, Solti, Bernstein, Ozawa, Abbado, Mehta, Giulini y Maazel, dando numerosos recitales por toda Europa y América. Su extraordinaria discografía de más de setenta grabaciones le ha proporcionado diversos premios, entre los que se encuentran los Edison, Deutsche Schallplatten y English Gramophon. 
También actuó en varias películas e impartió numerosas lecciones magistrales por todo el mundo, entre otros en el Curtis Institute of Music y en la Academy of Vocal Arts de Filadelfia. Entre 1994 y 2001 fue profesor de la Escuela Superior de Música de Hamburgo. 
De 2002–2003 era Titular de la Cátedra de Canto “Alfredo Kraus” de la Fundación Ramón Areces de la Escuela Superior de Música Reina Sofía.
Krause era jurado habitual de los más prestigiosos concursos internacionales de canto. En junio de 2003 fue investido Doctor Honoris Causa de Música por la Universidad de Helsinki.
Falleció en Hamburgo el 6 de diciembre de 2013 a los 79 años. Lo sobrevive su esposa Jeane y su hija Danielle.

## Premios y condecoraciones
- Orden del León Finés - Gobierno de Finlandia
- Doctor honoris causa - Universidad de Helsinki
- Kammersänger - Opera de Hamburgo
- Medalla Jean Sibelius - Sibelius Academy
- Edison Prize
- Harriet Cohen Bach Medal
- Jean Claude Gaudin Medal
- Gramophone Prize for Sibelius, The Complete Songs
- Deutsche Schallplatten Preis - Sibelius, The Complete Songs
- National Academy of Recording Arts and Sciences - Carmen, Bizet, Bernstein.